# زاهدان کهنه
شهر تاریخی «زاهدان کهنه» در روزگار حیات و آبادانی یکی از شهر‌های بزرگ ایران به شمار می‌رفت و در طول سده‌های چهار الی نه هجری قمری مرکزیت سیستان را برعهده داشت. این شهر در ۲۰ کیلومتری جنوب شرق زابل قرار دارد و ۳۲۵ هکتار وسعت دارد به طوری که «زاهدان کهنه» از قرن پنج تا نه هجری مسکونی بوده و پایتخت سیستان در دوران اسلامی محسوب شده است.
 جی.پی. تیت انگلیسی بر این باوراست که این خرابه‌ها مربوط به شهر زرنج (زرنک یا زرنگ) می‌باشد که ۴۲۰ سال پیش توسط تیمور لنگ و با توجه به ویرانی بندهای (سدهای) سیستان به این صورت درآمده است.
آرنولد هنری ساویج لندور، جهانگرد باستان‌شناس و جغرافی دان انگلیسی که در سال ۱۹۰۱ به سیستان سفر کرده‌است، شهر زاهدان کهنه سیستان را به لندن شرق تشبیه کرده‌است.
در محل زاهدان کهنه و اطراف آن، مجموعه‌ای ازبناهای دوران اسلامی وجود دارد که یکی از این مجموعه‌ها در فاصله ۲۵۰ متری شمال شرقی ارگ زاهدان کهنه قرار دارد.
از شهر زاهدان کهنه، امروزه فقط برج و باروی آن و قلعه تیمور باقی مانده است. این شهر دارای سه قطعه آبادی بوده که شامل ارگ کهندز، شارستان و ربض است و گرداگرد هرکدام را حصاری به همراه برج‌های تدافعی دربر گرفته و به شکل مستطیل است.

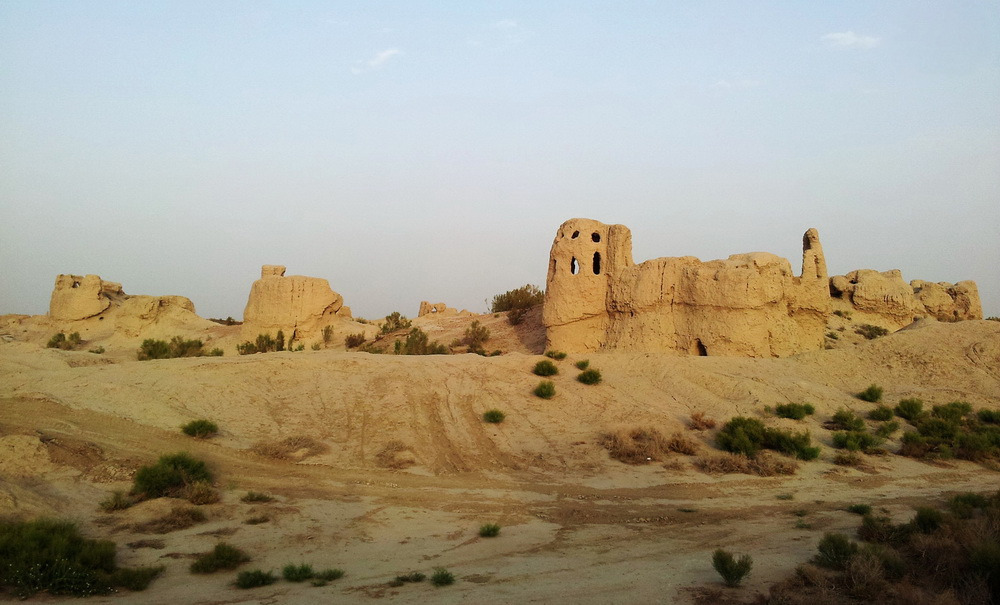
شهر زاهدان کهنه